# 大川春義
大川 春義（おおかわ はるよし、1909年〈明治42年〉 - 1985年〈昭和60年〉12月9日）は、日本の猟師（マタギ）。
北海道苫前郡苫前村三毛別（後の苫前町三渓）出身。獣害史最大の惨劇といわれた三毛別羆事件（1915年〈大正4年〉12月）の数少ない目撃者の1人。同事件の犠牲者の仇を討つため猟師となり、生涯にヒグマを100頭以上仕留めてヒグマ狩猟の名人と呼ばれるとともに、北海道内のヒグマによる獣害防止に貢献した。

## 経歴

### 少年期 - 猟師志願

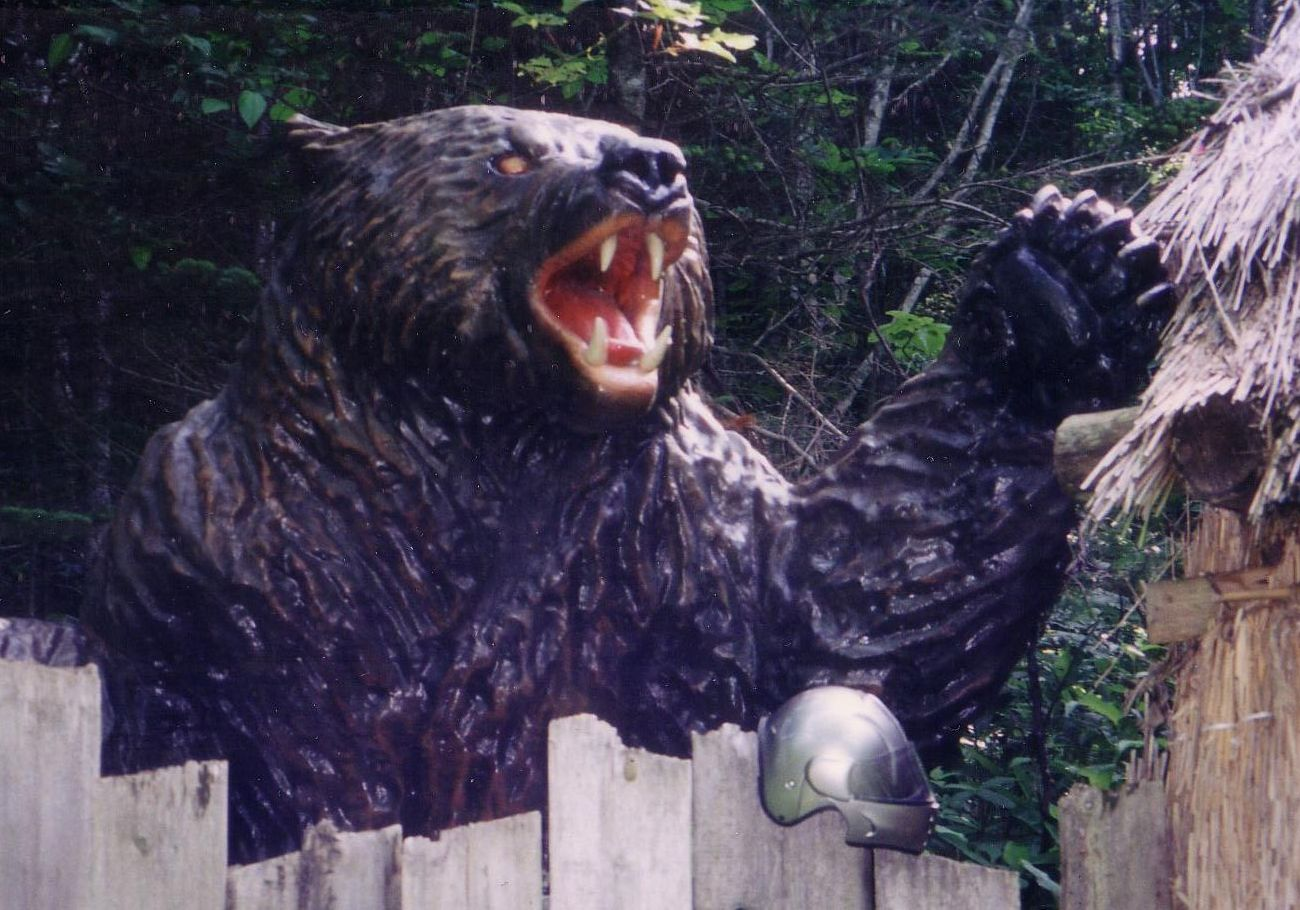
三毛別羆事件復元現地に再現されたヒグマの姿

三毛別羆事件は、エゾヒグマの襲撃により三毛別の住民7名が死亡した事件である。大川は屯田兵として入植した事件当時の三毛別区長の大川与三吉の息子であり、事件中に自宅が事件対策本部となっていたことから、この事件の一部始終を見聞していた。
事件終息後に彼は、父から猟師となってヒグマを仕留めることを薦められた。子供ながらヒグマを強く憎んだ彼は、1936年の秋に犠牲者たち7人の位牌の前で、犠牲者1人につきヒグマ10頭、計70頭を仕留めて仇を討つことを誓った。
当時の大川家には、アイヌの猟師が山での狩猟を終えた後、買物に立ち寄ることが多かった。少年期の大川は、この猟師たちにヒグマの生態や狩猟の知識を教わって育った。三毛別羆事件のヒグマを仕留めたマタギである山本兵吉にも師事した。

### 猟師としての活動
徴兵年齢である20歳に達して猟銃所持が許可された後、父から貯金をはたいて購入した最新式の村田銃を与えられ、猟師となった。ヒグマ狩りを目指して山に入ったものの、実際に目撃したヒグマに恐れをなし、撃つことができなかった。こうしてヒグマを前にして銃を放つことのできない日々が、実に10年以上続いた。
1941年（昭和16年）、32歳にして初めてヒグマの親子を仕留め、父を始め地元住民たちの喝采を受けた。これがわずかな自信となり、翌1942年（昭和17年）には4頭、翌1943年（昭和18年）には3頭のヒグマを仕留めた。ヒグマの胆嚢と毛皮は高価な売り物になったが、仇討ちだけが目的の大川はそれらに興味を示さず、住民たちに無償で配布した。
第二次世界大戦中の1944年（昭和19年）、召集により戦地に赴いた。戦地でもヒグマ狩りで鍛えた抜群の射撃能力で活躍。100メートル先の動く標的にも銃弾を連続して命中させ、人々を驚かせた。
1946年（昭和21年）に復員。父はすでに死去しており、父に報いるためにも打倒ヒグマ70頭の誓いを新たにし、翌1947年（昭和22年）から狩猟を再開した。ほかの猟師と協力してヒグマを仕留めたこともあるが、ほとんどの場合は1人で狩猟を行なった。戦場で培った度胸もあり、毎年1頭から4頭、多いときでは年に7頭を仕留め、1969年（昭和44年）には50頭を達成した。この頃に周囲の勧めで、5連発のライフル銃を購入。新たな銃の性能も手伝い、間もなく念願の70頭を達成。地元では祝賀会が開催された。
しかし依然として北海道内では、ヒグマによる被害が続いていた。周囲の要請もあり、大川は新たに100頭の目標を立てた。すでに60歳を過ぎており、山に入ることでの疲労が増し、銃の重量にも負担を感じ始める年齢であったが、1977年（昭和52年）5月3日、ついに100頭を達成した。このうち大川が単独で仕留めたものは76頭を占めている。

### 引退 - 急逝・没後
念願の100頭を達成後、大川は銃を置き、猟師を引退した。その後、事件の犠牲者たちの慰霊碑の建立を計画。思いを同じにする地元住民たちの協力のもと、1977年7月5日地元の三渓神社に「熊害慰霊碑」が建立された。碑には大きく「施主大川春義」と刻まれた。
1985年12月9日、三毛別羆事件の70回忌の法要が行なわれた。大川は町立三渓小学校（のちに廃校）の講演の壇上に立ち、「えー、みなさん……」と話し始めると同時に倒れ、同日に死去した。大川は飲酒も喫煙もせず、当日も朝から三平汁を3杯平らげ、健康そのもののはずであった。その大川が事件の仇討ちとしてヒグマを狩り続けた末、事件同日に急死したことに、周囲の人々は因縁を感じずにはいられなかったという。
1986年（昭和61年）、三毛別羆事件をもとにした小説『羆嵐』の著者である吉村昭の著により、『小説新潮』創刊500号特集号に、短編作品『銃を置く』が掲載された。『羆嵐』の後日談であり、大川がモデルとされている。この作品は、『羆嵐』の原稿や、1980年5月6日大川の息子である大川高義（1998年6月に死去）らが仕留めた日本最大級のヒグマ「北海太郎」の剥製と並び、「苫前町の宝」に選定されている。

## 人物
山中でヒグマを狙う様子は、非常に禁欲的かつ厳格であった。持参する食料は、梅干しのおにぎりと水だけであった。自分の気配をクマから隠すために、雪の中で歩くときは、笹に積もった雪が地面に落ちる音に合わせて、足を動かした。匂いを感づかれることのないよう、たばこを吸うこともなかった。
多くのヒグマを仕留めた一方で、ヒグマを山の神とも崇めていた。死んだヒグマの慰霊のための熊祀りを欠かすことは無かった。「山に入ったら、クマの悪口は一切言ってはならない」と、口癖のように語っていた。晩年には子グマを庇う母グマの仕留めを躊躇することもあった。
犠牲者たちの仇だけを考えてヒグマ狩りを続けたものの、100頭を達成した後には、本当に悪いのはヒグマではなく、その住処を荒らした自分たち人間の方ではないかと考えたともいう。

## 評価
1969年にヒグマ狩り50頭を達成した際には、北海道内で最も多くのヒグマを仕留めた名人として評価された。70頭達成後は大日本猟友会から、有害獣駆除の貢献への感謝状が贈呈された。
ノンフィクション作家の木村盛武は、大川の仕留めた100頭以上のヒグマを指し、「これら掛け値ない捕獲頭数は、あだやおろそかな努力では達成できぬ偉業である」と語っている。
北海道内でのヒグマによる被害は、1904年（明治37年）から三毛別羆事件発生までの10年の間に、死者46名、負傷者101名、牛馬2600頭に及んでいる。しかし大川が猟師となってから約20年間の被害はその3分の1まで減少しており、このことからも大川の功績は高く評価されている。